# 요시토미역 (교토부)
요시토미역(일본어: 吉富駅, よしとみえき 요시토미에키[*])은 일본 교토부 난탄시에 위치한 서일본 여객철도의 역이다.

## 역 구조
상대식 승강장으로 2면 2선의 지상역으로 무인역이다. 역사에는 난탄시의 우편국이 같이 지어져 있어 1번 승강장에 면해있다. 반대쪽 2번 승강장과는 과선교로 연결되어 있다.
이코카 및 제휴 교통카드의 사용이 가능하다.

### 승강장
| 1 | ■ 사가노 선 | 가메오카 · 교토 방면  |
| 2 | ■ 사가노 선 | 소노베역 · 후쿠치야마 |

## 역사
- 1935년 7월 20일: 일본국유철도 산인 본선 야기역 ~ 소노베역 간에 신설개업하였다.
- 1987년 4월 1일: 민영화에 의해 서일본 여객철도 소속이 되었다.
- 2003년 11월 1일: 이코카의 사용이 가능해졌다.

## 인접정차역
| 서일본 여객철도 산인 본선 | 서일본 여객철도 산인 본선 | 서일본 여객철도 산인 본선 |
| ------------------------- | ------------------------- | ------------------------- |
| 야기 교토 방면            | ■ 사가노 선               | 소노베 방면               |